# Da non credere!
Da non credere! (Weird But True!), noto anche come Da non credere! - Strano ma vero! o Strano ma vero! è un programma televisivo statunitense a carattere educativo vincitore di un Premio Emmy, creato da Charlie Engelman che ne è conduttore, affiancato nei primi anni dalla sorella Kirby (stagioni 1 e 2) e da Carly Ciarrocchi (stagione 3). Trasmesso su National Geographic Kids per le prime due stagioni (2016-2018), è poi diventato un programma originale Disney+ per la sua terza stagione, trasmessa dal 14 agosto al 6 novembre 2020 negli Stati Uniti e dal 13 novembre 2020 in Italia, paese nel quale le prime due stagioni sono rimaste inedite.
Ispirato all'omonima serie di libri di National Geographic, gran parte del suo stile e dell'uso massiccio di modelli di carta creati dai fratelli Engelman sono continuati dalla loro precedente serie di brevi video del National Geographic, intitolata Nature Boom Time.

## Sinossi
Lavorando con prodotti di carta, i fratelli Engelman esplorano cose "strane ma vere" su un'ampia gamma di argomenti, concentrandosi principalmente sulla scienza. Visitano gli esperti di interviste e si recano in luoghi come i laboratori criminali, parchi di divertimento, e le Everglades per trovare risposte alle loro domande e scoprire fatti strani ma veri, spesso con i loro esperti condividono il loro preferito. L'altra sorella Casey appare come guest star.

## Accoglienza
Pur raccomandando la terza stagione su Disney+, il The Washington Post descrive Da non credere! come "uno spettacolo divertente ed informativo orientato ai giovani che esamina una vasta gamma di argomenti da una varietà di prospettive scientifiche" ed "è un'ottima scelta per i giovani e i bambini in età scolare".

## Riconoscimenti
| Anno | Premio             | Categoria | Destinatari | Risultato       |
| ---- | ------------------ | --- | --- | --------------- |
| 2017 | Daytime Emmy Award | Miglior sceneggiatura in un programma per bambini, bambini in età prescolare o famiglia                                  | Charlie Engelman                                                                                                 | Candidato/a     |
| 2017 | Daytime Emmy Award | Miglior montaggio con telecamera singola                                                                                 | Mike Varga (senior editor), Arthur 'Art' Citron (editor), Michael Novak (editor), Jocelyn Rose Tarquini (editor) | Candidato/a     |
| 2018 | Daytime Emmy Award | Miglior montaggio del suono - Live Action                                                                                | Mike Varga (supervisione del montaggio del suono)                                                                | Candidato/a     |
| 2018 | Daytime Emmy Award | Miglior Special Class Short Format Daytime                                                                               | James Introcaso (produttore esecutivo), Nathan Moore (produttore esecutivo). Weird But True! Shorts.             | Candidato/a     |
| 2019 | Daytime Emmy Award | Miglior serie educativa o informativa                                                                                    | National Geographic Kids                                                                                         | Vincitore/trice |
| 2019 | Daytime Emmy Award | Migliore regia per un programma di stile di vita, culinario, di viaggio o educativo e informativo con telecamera singola | Brandon Gulish (regista), National Geographic Kids                                                               | Candidato/a     |